# نینا هارتلی
نینا هارتلی (به انگلیسی: Nina Hartley) بازیگر و کارگردان فیلم‌های پورنو و نویسنده آمریکایی است که علاوه بر آن مدرس روابط جنسی و از طرفداران جنبش مثبت‌نگری سکس به‌شمار می‌رود. وی از بازیگران قدیمی و معروف این صنعت محسوب می‌شود.

## اوایل زندگی

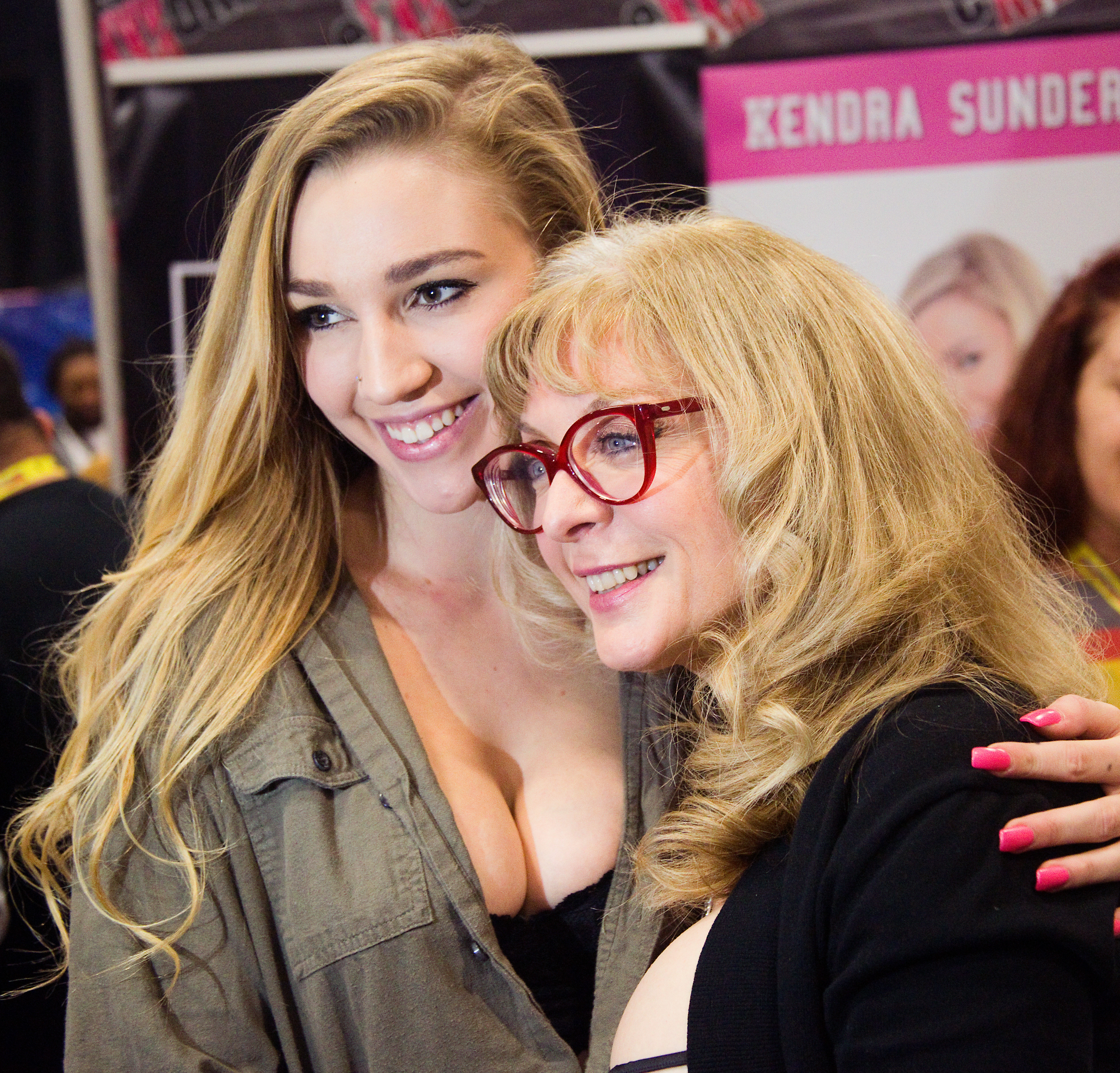
نینا هارتلی در کنار کندرا سندرلاند.

ماری لوئیس هارتمن در برکلی، کالیفرنیا زاده شد. او از یک مادر یهودی متولد شده‌است. آن‌ها خانواده ای از آلامابا بودند و او در منطقه خلیج سانفرانسیسکو رشد کرد. نینا هارتلی کوچکترین فرزند از چهار فرزند خانواده بود. او دارای یک خواهر و دو برادر بزرگتر از خود است. پدر و مادر او کمونیست بودند واو هنگامی که جوان بود یک بودیسم شد. پس از فارغ‌التحصیلی از دبیرستان برکلی در سال ۱۹۷۷ وارد دانشگاه ایالتی سانفرانسیسکو شد و در مقطع کارشناسی در رشته پرستاری با درجه عالی در سال ۱۹۸۵ از دانشگاه فارغ‌التحصیل شد.

## حرفه فیلم‌های بزرگسالان
او در سال ۱۹۸۲ زمانی که سال دوم دانشکده پرستاری را طی می‌کرد، در تئاتر برادران اوفارل در میچل به عنوان یک رقصنده شهوانی شروع به کار کرد.
نینا در فیلم پورنو تاخت وتاز به جهان معرفی شد. حضور او در فیلم آموزش نینا در سال ۱۹۸۴ در طول سال سوم دانشکده پرستاری اولین عملکرد نینا است.